# 安祖祖魯貝區
安祖祖魯貝區，是馬達加斯加的行政區，位於該國中部，由阿那拉芒加區負責管轄，首府設於安祖祖魯貝，面積3,174平方公里，2011年人口167,839，人口密度每平方公里53人。